# Šrucha zelná
Šrucha zelná (Portulaca oleracea) nazývaná také portulák nebo šrucha obecná je jednoletá rostlina z čeledi šruchovité (Portulacaceae). Může dosahovat velikosti až 40 centimetrů.

## Rozšíření
Vyskytuje se téměř po celém světě. Od Severní Afriky, přes Evropu (včetně České republiky), blízký východ, Asii, Indický subkontinent, až po Malajsii a Australasii. Vyskytuje se také na americkém kontinentu, kde je považována za exotický plevel, nicméně existují důkazy, že se zde nacházela už v předkolumbovské éře.

## Popis
Má hladký, načervenalý, většinou plazivý stonek. Listy jsou střídavě seskupeny v lodyhy a stopky. Žluté květy jsou až 6 milimetrů široké. V závislosti na množství srážek se na rostlině objevují kdykoliv během roku. Semena se tvoří v malém lusku, který se otevře, když dospějí. Šrucha zelná má bulvu se sekundárními vláknitými kořeny a je schopna tolerovat chudé, zhutněné půdy a sucho.

## Užití

### V kuchyni
Pro svoji mírně kyselou a slanou chuť je používána v kuchyních v téměř celé Evropě, na Blízkém východě, v Asii a v Mexiku. Jedlé jsou stonky, listy i poupata květů. Šrucha může být využita jako součást salátu, opečena na pánvi či připravena jako špenát. Je vhodná také do polévek a omáček. Australští domorodci z ní dělají chleba. Když začne kvést, trochu zhořkne.
Šrucha je velmi významná svým, mezi rostlinami mimořádně vysokým, obsahem ω-3 mastných kyselin, zejména kyseliny α-linolenové a kyseliny eikosapentaenové.

### V tradiční medicíně
Šrucha zelná je součástí tradiční čínské medicíny. Mezi její aktivní složky patří: noradrenalin, vápenaté soli, dopamin, DOPA, kyselina jablečná, kyselina citronová, kyselina glutamová, kyselina asparagová, niacin, alanin, glukóza, fruktóza a sacharóza.  Betakyaniny izolované ve šruše zlepšily poznávací schopnosti u starých myší.
Je také klinicky účinná při léčení ustního onemocnění lichen planus a listy jsou využívány pro léčbu hmyzího či hadího uštknutí, při popáleninách, vředech, bacilární úplavici, průjmech, hemoroidech, poporodním či vnitřním krvácení. Je však zakázaná podávat během těhotenství a lidem s nachlazením a slabým zažíváním.

## Zajímavosti
Plinius starší doporučoval nosit rostlinu jako amulet proti veškerému zlu (Historia naturalis).

## Poddruhy
- poddruh Portulaca oleracea subsp. oleracea - šrucha zelná pravá
- poddruh Portulaca oleracea subsp. sativa - šrucha zelná setá (Haw.) Schübl. & G. Martens[2]

## Galerie

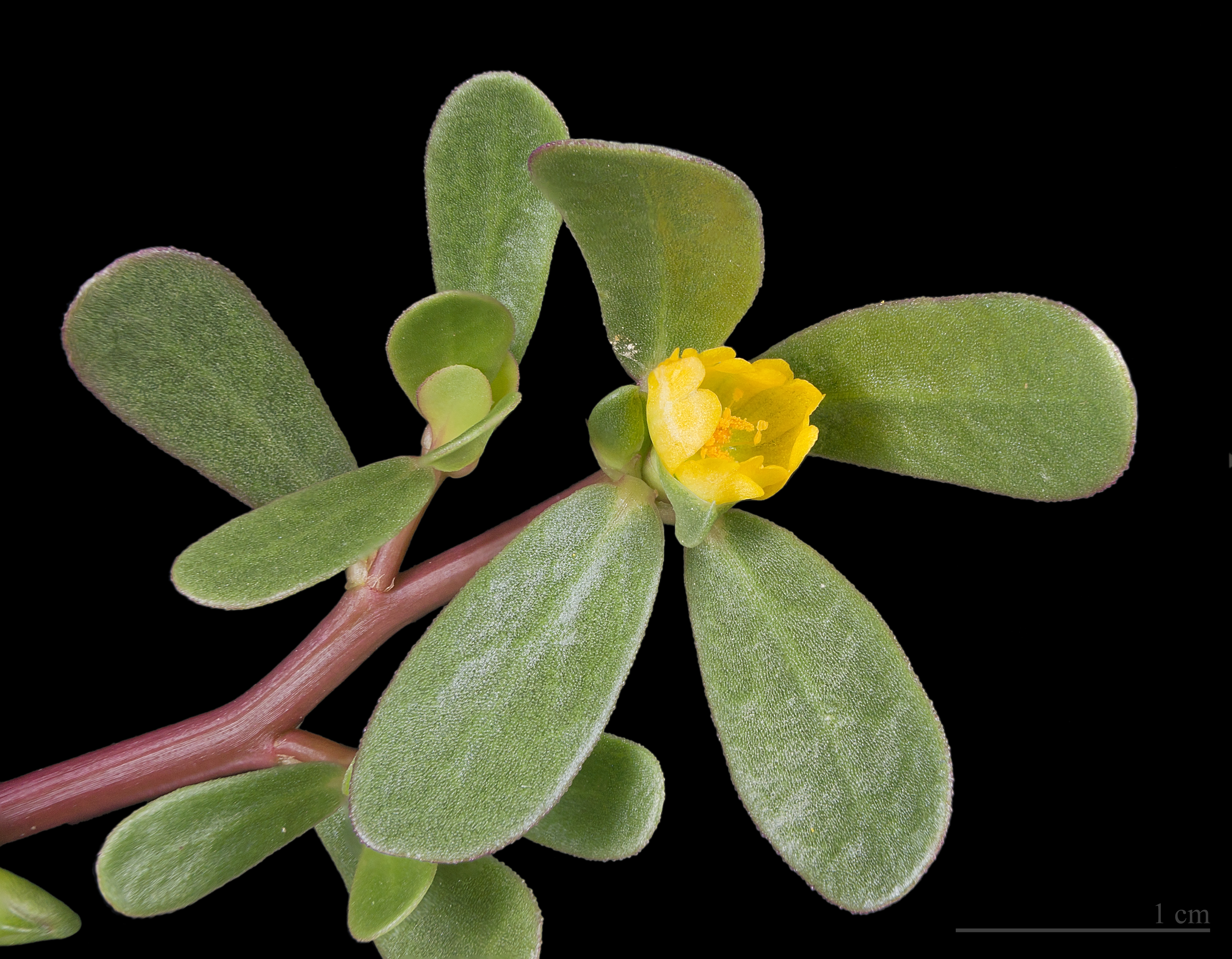
Květ šruchy zelné
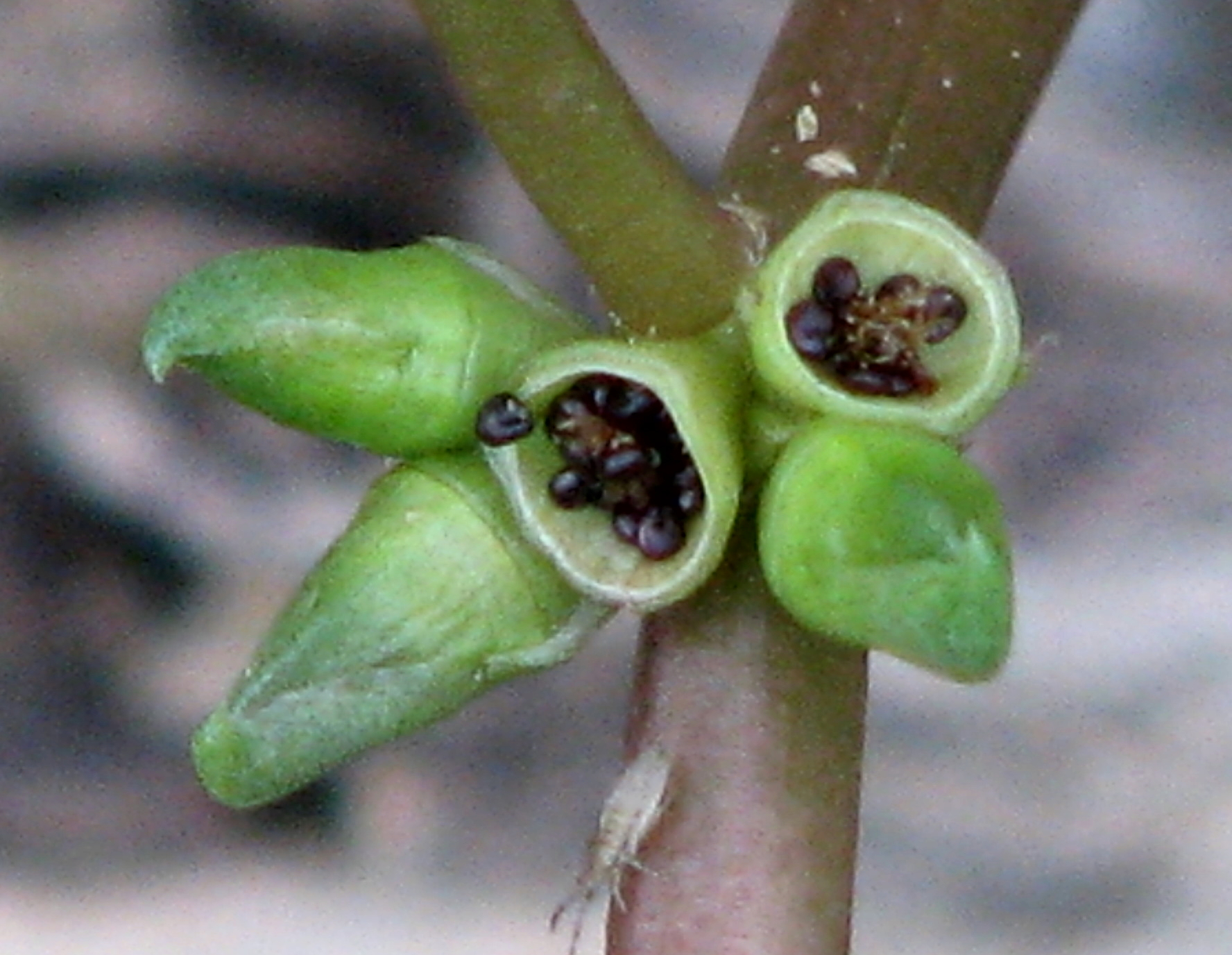
Lusk se semeny
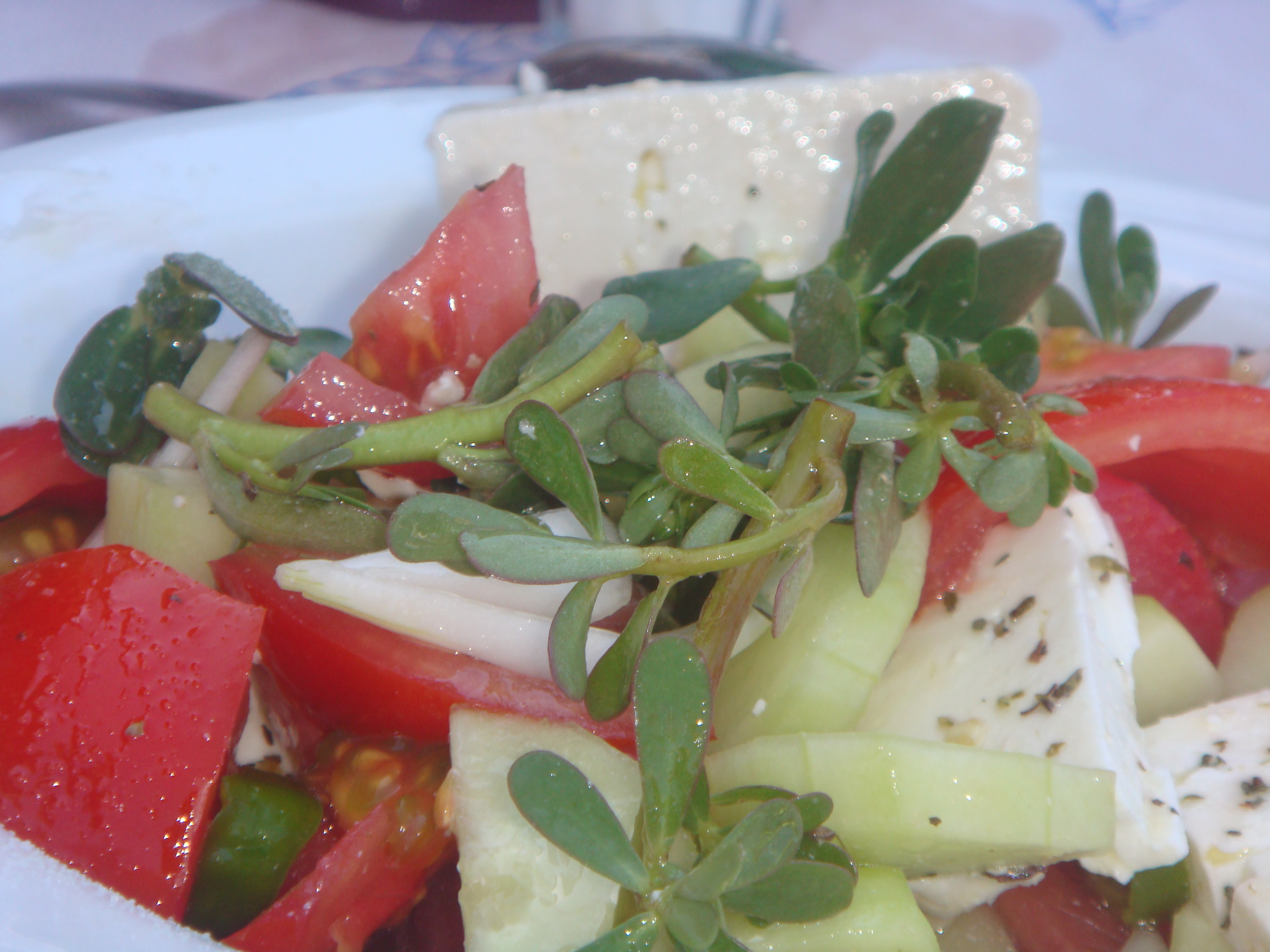
Řecký salát se šruchou